# アツタ (エンジン)

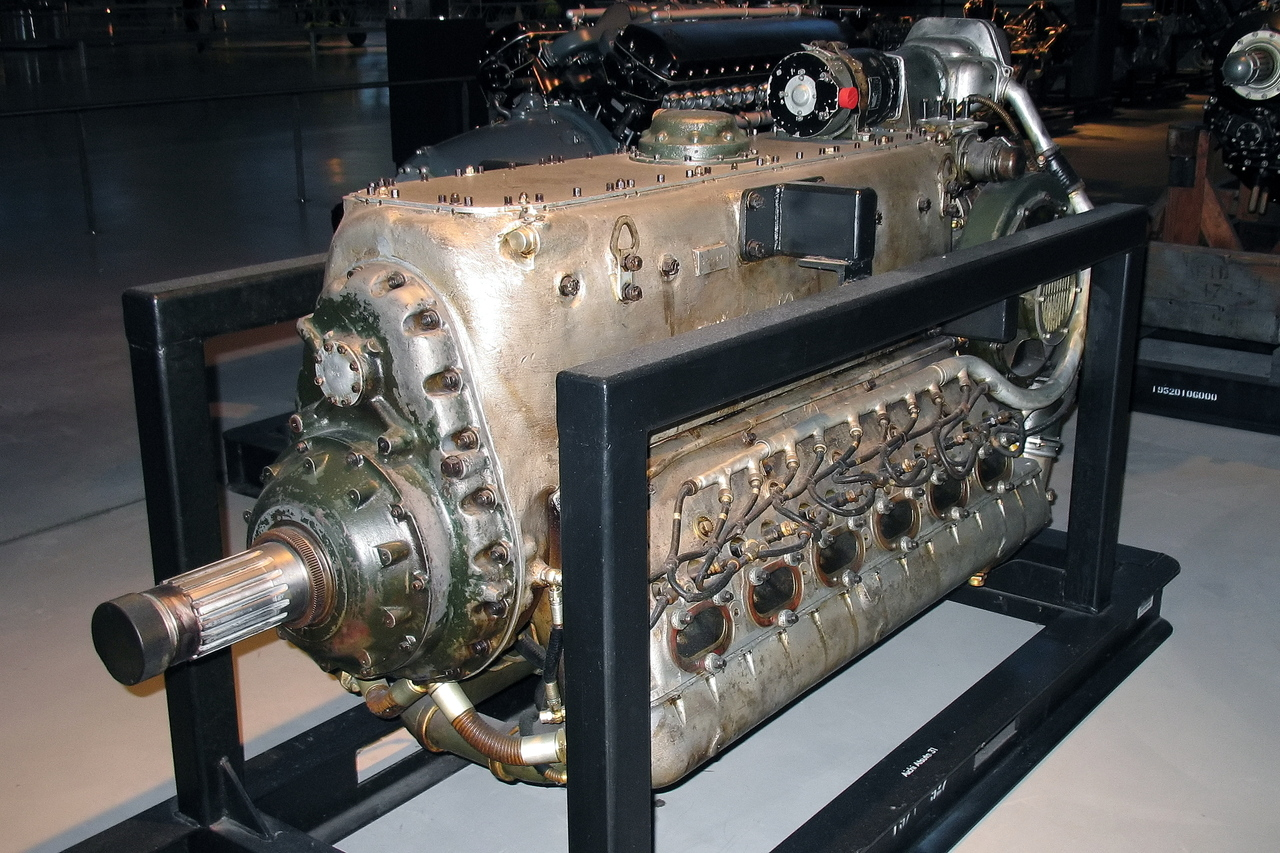
国立航空宇宙博物館付属ウドヴァーヘイジー・センターに展示されているアツタ31型

アツタは、第二次世界大戦頃にドイツのダイムラー・ベンツで開発・製造されたDB 600とDB 601エンジンを、大日本帝国海軍（日本海軍）の指示で愛知航空機がライセンス生産した航空機用液冷エンジンである。DB 600Gをライセンス生産したアツタ11型（海軍略符号：AE2A）、DB 601Aをライセンス生産したアツタ21型 (AE1A)、その性能向上型としてアツタ32型 (AE1P) などがある。艦上爆撃機彗星、特殊攻撃機晴嵐に搭載された。なお、日本陸軍の指示で同じくDB 601を国産化したエンジンに川崎航空機のハ40がある。

## 生産に至るまで
1936年（昭和11年）に生産が始まったDB601Aの高性能は、やがて日本海軍の知るところとなり、日本海軍は1938年（昭和13年）に、その高性能を活かした高速艦上爆撃機として十三試艦上爆撃機（後の彗星)の開発に着手し、DB601Aの国産化に向けて製造権の取得交渉も開始した。当初、日本海軍は、その国内生産を川崎航空機に行わせようとしていたが、やや遅れて日本陸軍もDB601Aの製造権取得・国産化に乗り出し、海軍の方は十三試艦上爆撃機の機体生産を担当する海軍系の愛知時計電機（後の愛知航空機）にエンジン生産も行わせるよう変更したためもあって、話がまとまらなくなり、陸海軍は別個に製造権取得を進めるに至った。その結果、愛知時計電機が先行して1938年（昭和13年）に、川崎航空機はやや遅れて1939年（昭和14年）1月に、それぞれ別個にライセンス生産契約を締結し、ライセンス料もそれぞれ50万円ずつを支払った。
航空史の調査・研究・執筆を行っている渡辺洋二は、その著書において、当時の製造権取得の方法として、製造権を日本政府が購入する方式をとれば、ライセンス料は50万円の1件ですむところを、別個に交渉したためにライセンス料も別々に負担する結果を招いたと指摘し、日本陸海軍間の強いセクショナリズムの典型としている。

## 国産化の特徴

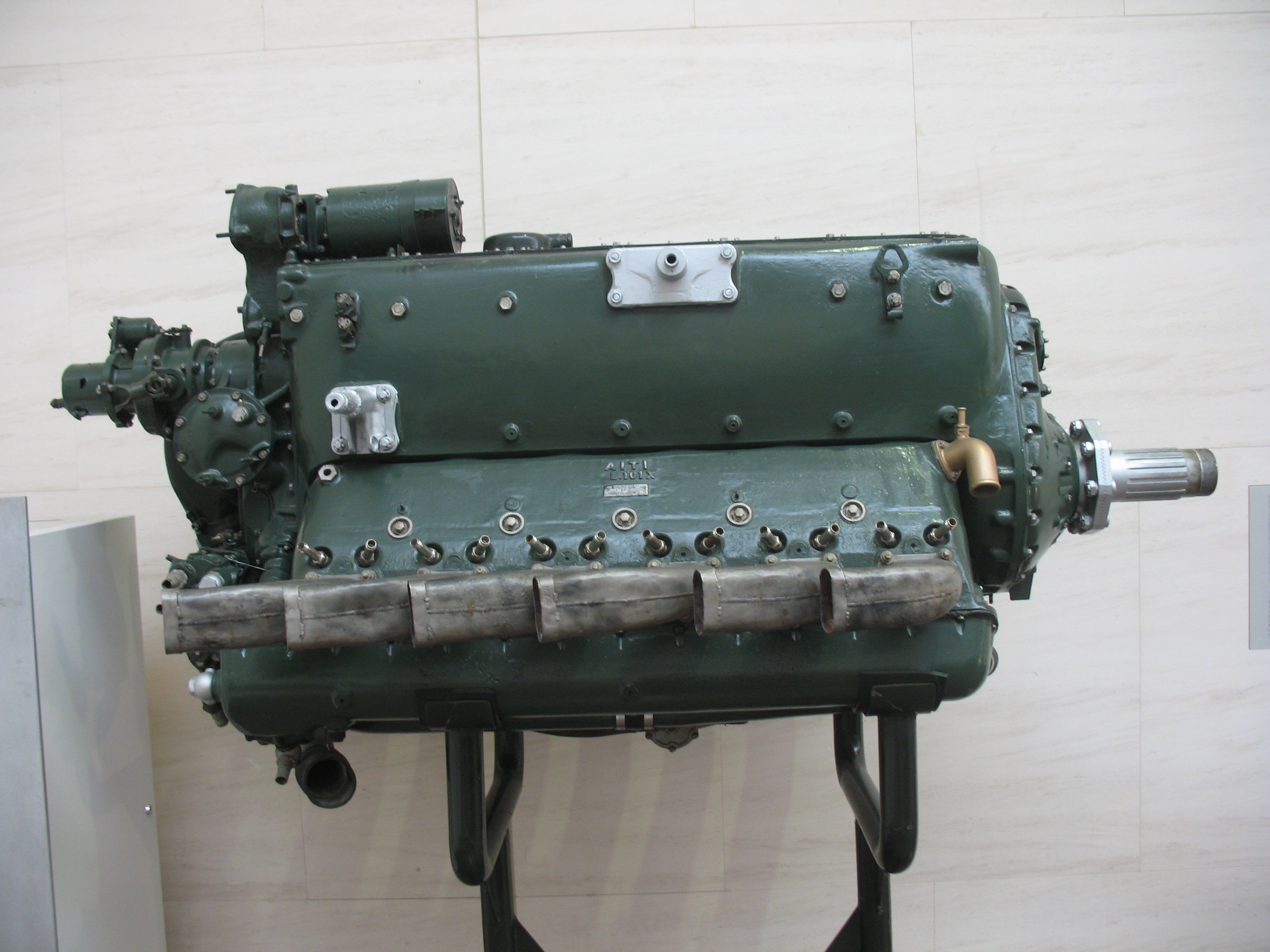
アツタ21型の側面

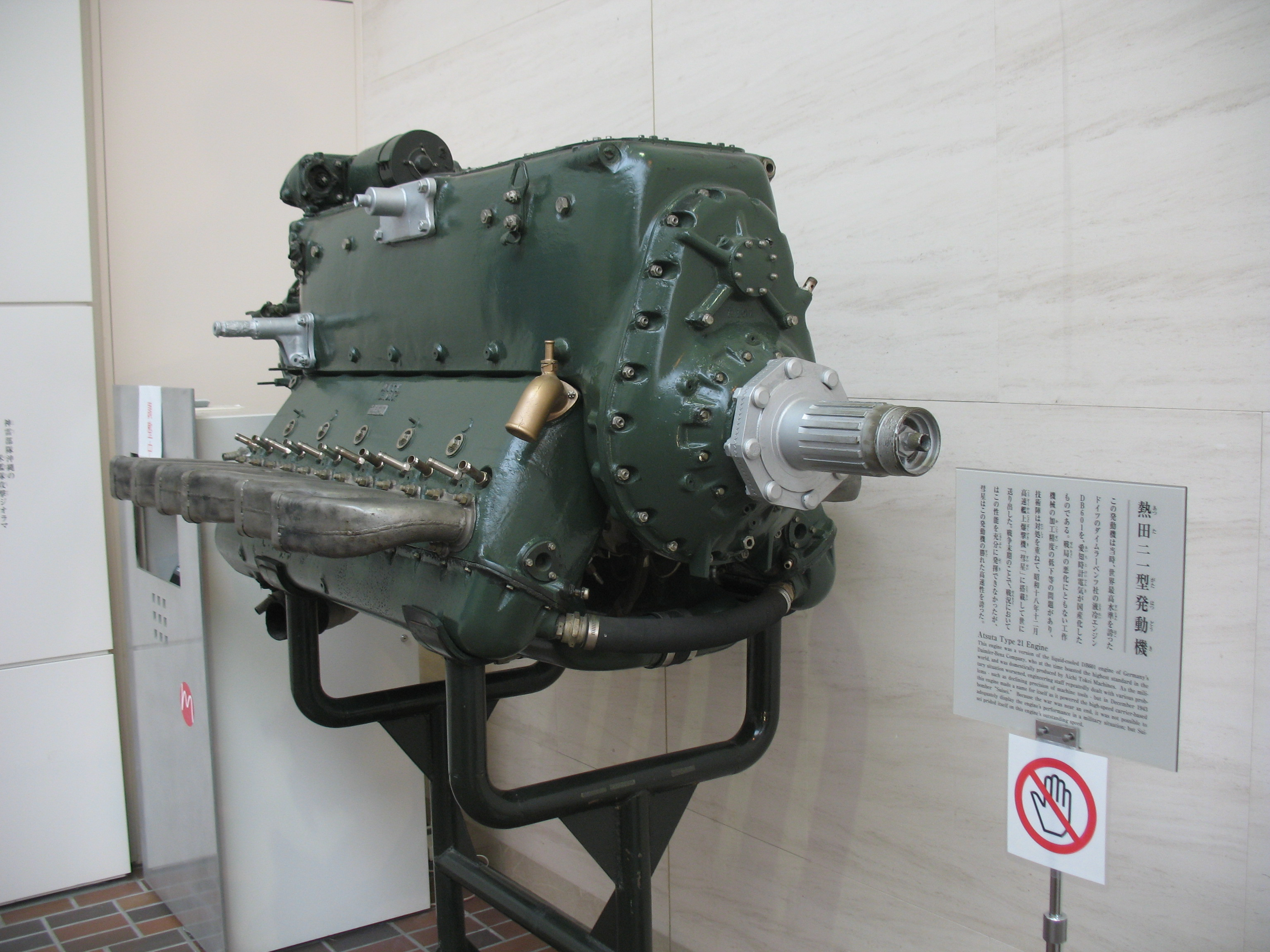
アツタ21型の胴体側

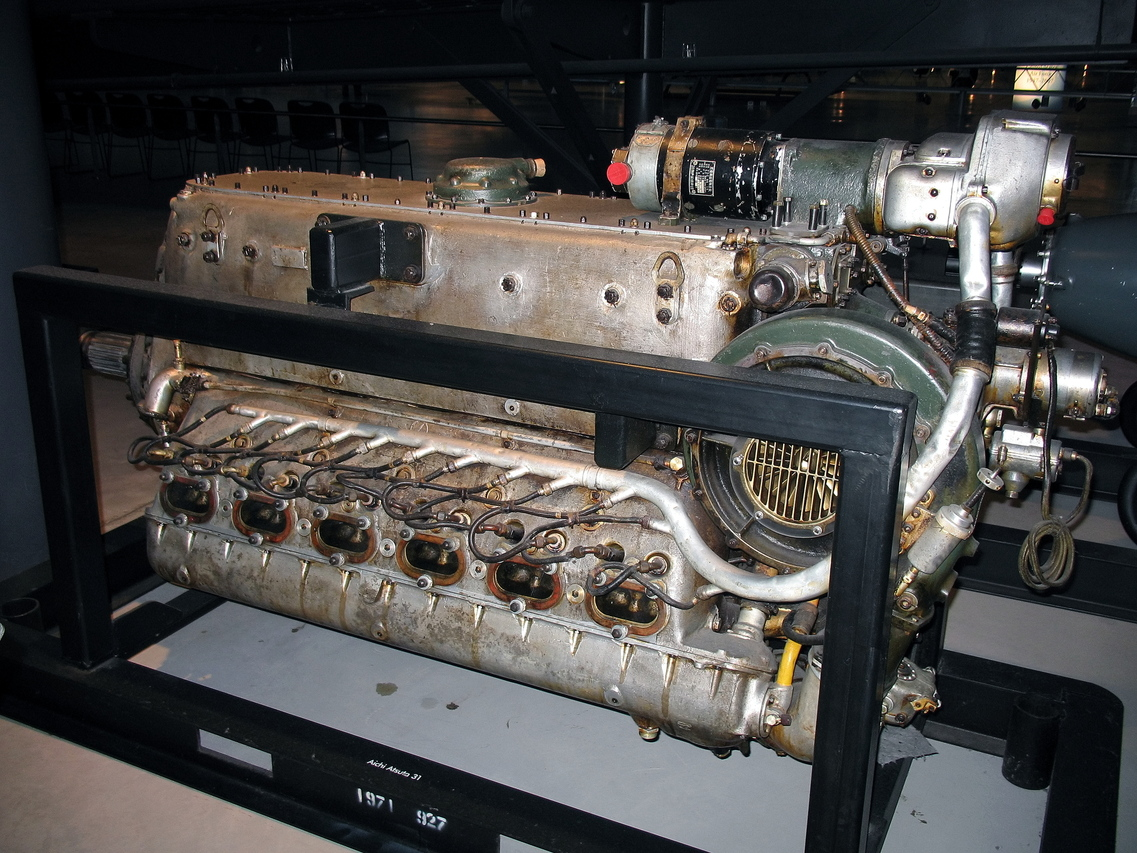
アツタ31型の側面

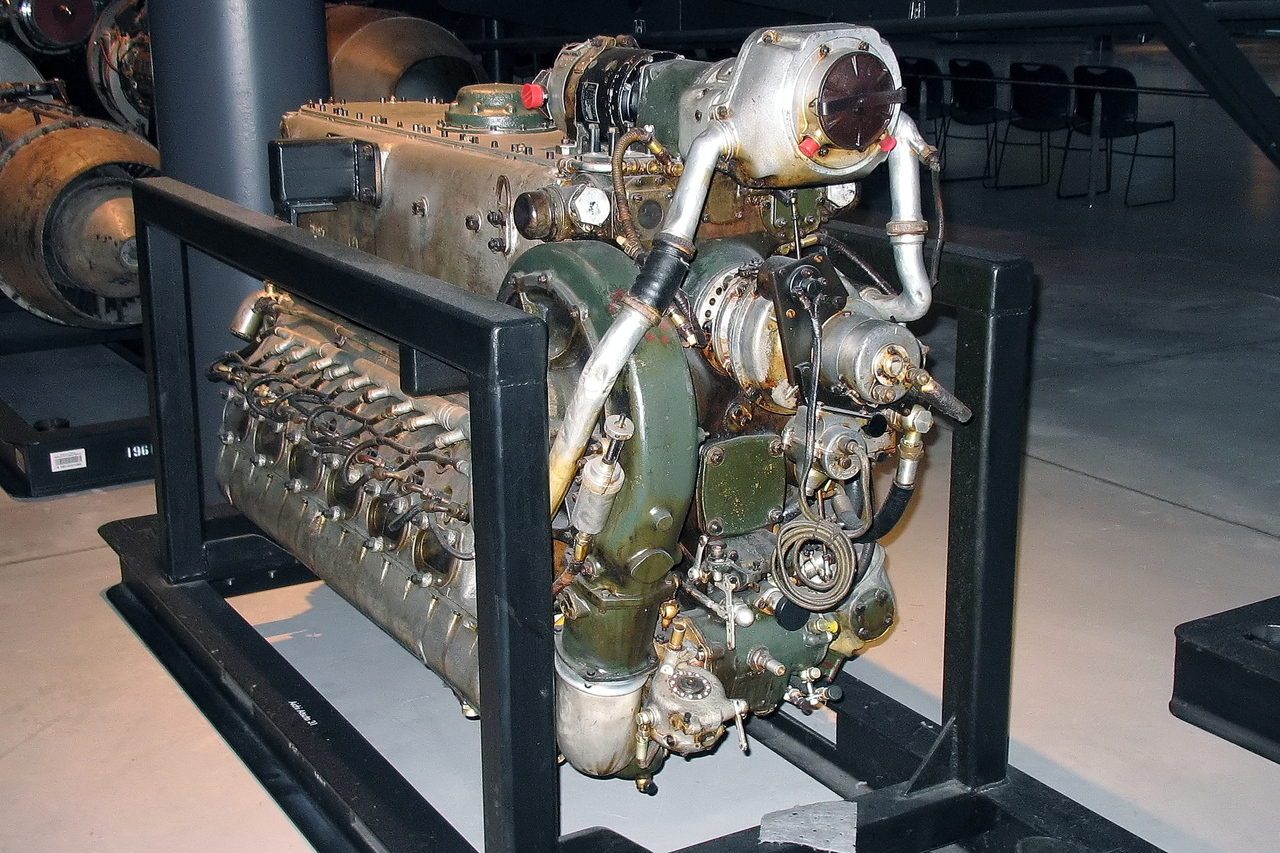
アツタ31型の胴体側

アツタと言えば、ダイムラー・ベンツ DB 601のライセンス品であるアツタ21型や32型が有名だが、一般的に海軍の指示でライセンス生産権を獲得したと言えば、DB 601のことを指すことが多い。ただし、これ以前に海軍の命でDB 600のライセンス権を購入しており、少数だが実際に生産されていた。
原型のDB 601Aエンジンは戦闘機Bf 109にも搭載された液冷エンジンで、ボッシュ製直接燃料噴射装置や流体継手による無段階変速過給機（スーパーチャージャー）を備えた世界最先端の高性能エンジンではあったが、クランク軸に嵌入するコンロッドの大端部にローラーベアリングを採用するなど、極めて精緻な構造となっていた。国産化に当たっては、優秀な技術者がいても、精緻なパーツを生産する最新の工作機械および原材料資源を十分に確保することが出来なかったため、ドイツ本国の設計図通りに精緻な部品を量産することが出来なかった。
それゆえ工作機械を用いた大量生産に向けては、日本の国内事情に合わせた独自の改変を行わざるを得なかった。
陸軍のハ40同様、戦略物資の使用制限からニッケルの使用量が制限された。但しその制約はハ40の場合よりもやや緩く、当初の生産型であるアツタ21型ではクランクシャフトにニッケルマンガンクロム鋼が使用されている。32型ではニッケルの入手性の悪化からシリコンマンガンクロム鋼に切り替えており、これが焼入れ性の悪化等を招いた。愛知では対応策としてクランク軸の熱処理を長時間化して強度を確保することとし、名古屋市の都市ガスの半分以上を使用して2週間にも及ぶ炉内焼入れ作業を行った。それでも完成品の歩留まりは低く、加工工程で研削割れ、更に出力増大も影響してクランクピン部分の剥離、ローラー軸受のフレーキング等が多発した。この焼入れ工程は生産上の隘路となり、ある意味、これが品質管理を機能させた面もあるが、それは結果論であり、当時は生産量の増大ができないことを問題視しており、後述の32型の本格生産立ち上がり遅れの原因や空冷エンジンへ換装した型式の彗星三三型が登場する要因となった。
完成品のアツタは全体的にハ40より程度がよく、整備さえ行き届いていれば空冷エンジンと変わらなかったが、多くの整備兵が液冷エンジンに慣れていないことから、稼働率は空冷エンジンと比較して低くなりがちであった。しかし、稼働率は航空隊ごとで格差があり、空冷エンジンの零式艦上戦闘機の稼働率も50 ％を切るような状況の中で、水冷型彗星の稼働率60 ％以上を維持していた航空隊もいくつもあった。夜間戦闘機型彗星を運用していた第三三二海軍航空隊（332空）は阪神地区でB-29を迎撃していたが、1945年5月に332空に着任した水木泰少尉が、2か月間でB-29を2機撃破する戦果を上げていた間、332空の7機の彗星は全く故障もせずに作戦に従事していた。一方で夜間戦闘機隊として編成された芙蓉部隊では、指揮官の美濃部正が戦後になって自著などで、芙蓉部隊の稼働率は他部隊より10–20 ％高い70–80 ％となどと主張しているが、所属機数と稼働機数が明らかとなっている日で計算すると、1945年2月17日時点では所属機数彗星8機、稼働機は3機で稼働率は37.5 ％、5月1日時点では彗星20機に対して、稼働機7機で稼働率は35 ％と日本軍全体の稼働率の平均値を大きく下回っていたうえに。稼働と判定されて出撃した彗星の多くが途中でエンジン不調で引き返したり、墜落している。
アツタ32型では出力向上の一方、信頼性と生産性の向上のために一部補機類（発電機など）を日本製の既存品に交換するなどの措置を受けており、上記クランク軸の材質変更も含め、その相違点は多岐にわたった。21型の生産は1943年（昭和18年）10月度に一旦終息に近い状況になるが、32型の本格的な生産立ち上がりは翌1944年（昭和19年）3月以降となってしまった。21型の生産は1944年（昭和19年）1月から再び増加し、5月まで月産二桁の生産が続けられたが、この1943年（昭和18年）度後半のアツタ生産の減少が彗星の生産滞留機、所謂「首無し機」の大量出現、ひいては空冷型彗星の出現の一端となった。32型の生産立ち上がり以降は生産数は安定した。愛知航空機では1944年（昭和19年）7月から空冷型である彗星33型の生産を開始し、翌月をもって水冷型彗星の生産を停止したが、アツタ32型自体の生産は続行され、第11海軍航空廠（第11空廠）生産機や他機種の搭載分、あるいは既生産機の補用品として、大戦末期まで一定のペースで生産が続けられた。
最終的な生産数は21型835基、32型863基であった（水冷型彗星は愛知で11型705機、12型が281機、他に第11空廠で約430機、また32型を搭載した特殊攻撃機晴嵐は28機ほど生産されている）。同様にオリジナルのDB 601を基礎とするハ40から発展したハ140の絶望的としかいいようのない生産状況とは全くといっていいほど対照的となっている。
なお、愛知はDB 600を経てDB 601の生産に着手したため、DB 600の時にエンジンの構造を習熟でき、発展型のDB 601にそれを生かすことができたことやアツタを積んだ二式艦上偵察機の生産などでアツタを実際に生産する経験ができたこと、DB 601の量産が本格化するまで準備期間があったなど、生産初期で起きる問題を減らすことができたことも信頼性の差に繋がったと考えられる。

## 主要諸元
※使用単位についてはWikipedia:ウィキプロジェクト 航空/物理単位も参照

### アツタ21型 (AE1A)
- タイプ：液冷倒立V型12気筒
- ボア×ストローク：150 mm×160 mm
- 排気量：33.93 L
- 全長：2,097 mm
- 全幅：712 mm
- 乾燥重量：655 kg
- 燃料供給方式：燃料直接噴射式
- 過給機：遠心式軸駆動式過給器1段流体継手無段階変速
- 離昇出力
  - 1,200 hp/2,500 RPM
- 公称出力
  - 一速全開 1,010 hp/2,400 RPM（高度1,500 m）
  - 二速全開 970 hp/2,400 RPM（高度4,500 m）

### アツタ32型 (AE1P)
- 乾燥重量：722 kg
- 離昇馬力
  - 1,400 hp/2,800 RPM
- 公称馬力
  - 一速全開 1,310 hp/2,600 RPM（高度2,000 m）
  - 二速全開 1,300 hp/2,600 RPM（高度5,000 m）

## 主な搭載機

### アツタ21型
・彗星 (航空機)

### アツタ32型
・彗星 (航空機)
・晴嵐